# Мейендорф, Казимир Иванович
Барон Казимир Иванович фон Мейендорф (нем. Gerhard Konrad Kasimir Freiherr von Meyendorff; 1749, Рижская губерния — 1813, Штутгарт) — генерал от кавалерии, лифляндский и финляндский военный губернатор. В 1807 году ратифицировал Слободзейское соглашение с Османской империей о перемирии, явно противоречащее интересам российской стороны, за что был уволен от службы с запретом въезда в обе столицы.

## Биография
Родился в октябре (14 или 25?) 1749 года в замке Клейн-Рооп под Ригой, происходил из лифляндского баронского рода Мейендорфов, сын бригадира голштинских войск императора Петра III барона Георга Иоганна фон Мейендорфа (1718—1771) и Августы Софии Шарлотты, урождённой фон Штакельберг (1727—1759).
В русскую военную службу вступил в 1765 году в армейскую кавалерию. 19 сентября 1773 года произведён в премьер-майоры Ингерманландского карабинерного полка, в том же полку он в 1776 году получил чин подполковника.
22 сентября 1781 года был произведен в полковники и с 1783 года командовал Екатеринославским кирасирсим полком.
Произведён 1 января 1787 года в бригадиры. В том же году Мейендорф был назначен шефом Екатеринославского егерского корпуса и выступил на Дунайский театр начавшейся войны против турок. За отличие в сражениях был 14 апреля 1789 года произведён в генерал-майоры и тогда же награждён орденом св. Георгия 3-й степени (№ 61 по кавалерским спискам)
Во уважении на усердную службу и отличную храбрость, оказанную им при взятии приступом города и крепости Очакова, командуя колонною.
С 1790 года занимал должность обер-коменданта Риги. В 1795 году Мейендорф был назначен правителем Рижского наместничества, в каковой должности оставался до 1797 года.
10 января 1797 года он в чине генерал-майора был назначен шефом Харьковского кирасирского полка и 29 ноября того же года произведён в генерал-лейтенанты. 24 февраля 1802 года был отозван из отставки и произведён в генералы от кавалерии.
С 9 февраля 1803 года по 29 сентября 1805 года — финляндский (выборгский) военный губернатор и инспектор Финляндской инспекции, с 13 февраля 1803 года по 29 сентября 1805 года — управляющий гражданской частью в Финляндской губернии.
С 29 июня 1805 года — командующий войсками на молдавской границе. На 31 октября 1806 года корпусной командир 11-й и 12-й дивизий под главным командованием генерала от кавалерии Михельсона. Участвовал в войне с Турцией. Его корпусом был блокирован Измаил, но он, однако, ничего не мог сделать, и простоял у Измаила с начала марта до конца июля 1807 г., ограничиваясь лишь отражением турецких вылазок. 12 августа 1807 года как старший генерал, временно заменивший умершего Михельсона, по неизвестным мотивам ратифицировал подписанное дипломатом Лашкарёвым Слободзейское соглашение с Османской империей о перемирии, явно противоречащее интересам российской стороны. Это соглашение, в частности, предусматривало возврат турецкой стороне взятых в бою кораблей и отход российских войск за Днестр. Кроме того, Мейендорф сверх условий соглашения разрешил турецкой стороне торговые сношения с придунайскими княжествами. В связи с этим Александр I отправил Мейендорфа в отставку с запретом на въезд в обе столицы. После отставки Мейендорф поселился в своём родовом замке.
Скончался 10 февраля 1813 года.

## Семья
14 октября 1790 года Казимир Иванович Мейендорф сочетался браком с Анной-Катариной фон Фегезак (11.05.1771, Рига — 30.10.1840, Митава), — старшей дочерью главного судьи и внучкой бургомистра г. Риги; у них были дети:
- Казимир (1794—1854) — отставной поручик;
- Егор (1795—1863) — тайный советник, управляющий делами императрицы Александры Фёдоровны, путешественник, член Русского географического общества;
- Пётр (1796—1863) — действительный тайный советник, обер-гофмейстер, член Государственного совета Российской империи;
- Александр (1798—1865) — тайный советник, член совета Министерства финансов, геолог и путешественник.